# Станиславчик (Киевская область)
Станисла́вчик (укр. Станіславчик) — село, входит в Белоцерковский район Киевской области Украины.
До 17 июля 2020 года входило в Ставищенский район Киевской области.
Население по переписи 2001 года составляло 748 человек. Почтовый индекс — 09442. Телефонный код — 4564. Занимает площадь 3,715 км². Код КОАТУУ — 3224286401.

## Известные жители
В селе родились:
- Боголюбов, Ефим Дмитриевич (1889—1952) — шахматист; двукратный чемпион СССР (1924, 1925), четырёхкратный чемпион Германии (1925, 1931, 1933, 1949)[1].
- Сухой, Николай Авксентьевич (р. 1941) — депутат Государственной Думы РФ (1993—2007).

## Местный совет
09442, Киевская обл., Ставищенский район, с. Станиславчикк, ул. Комсомольская

## Галерея

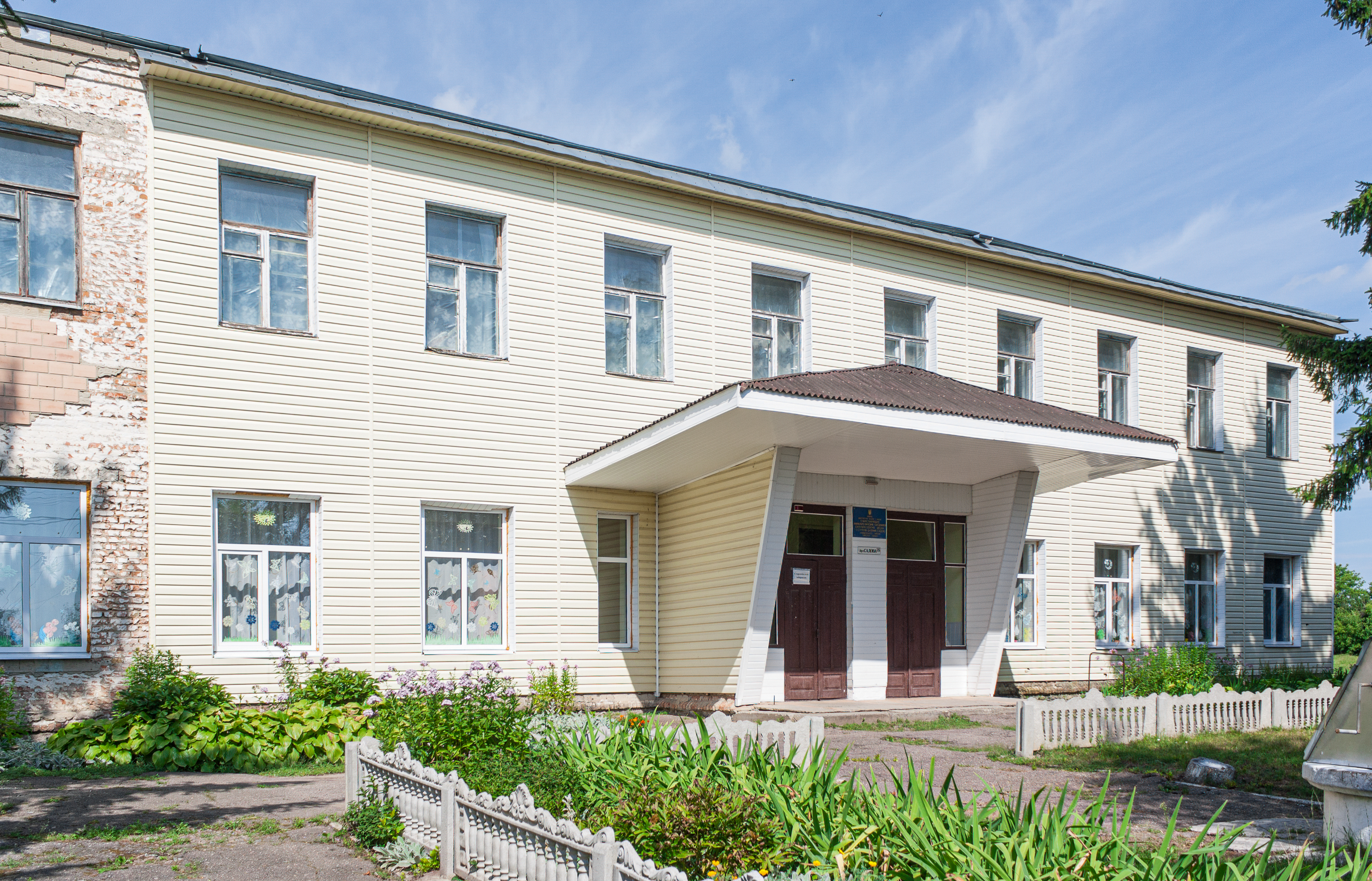
Сельская школа
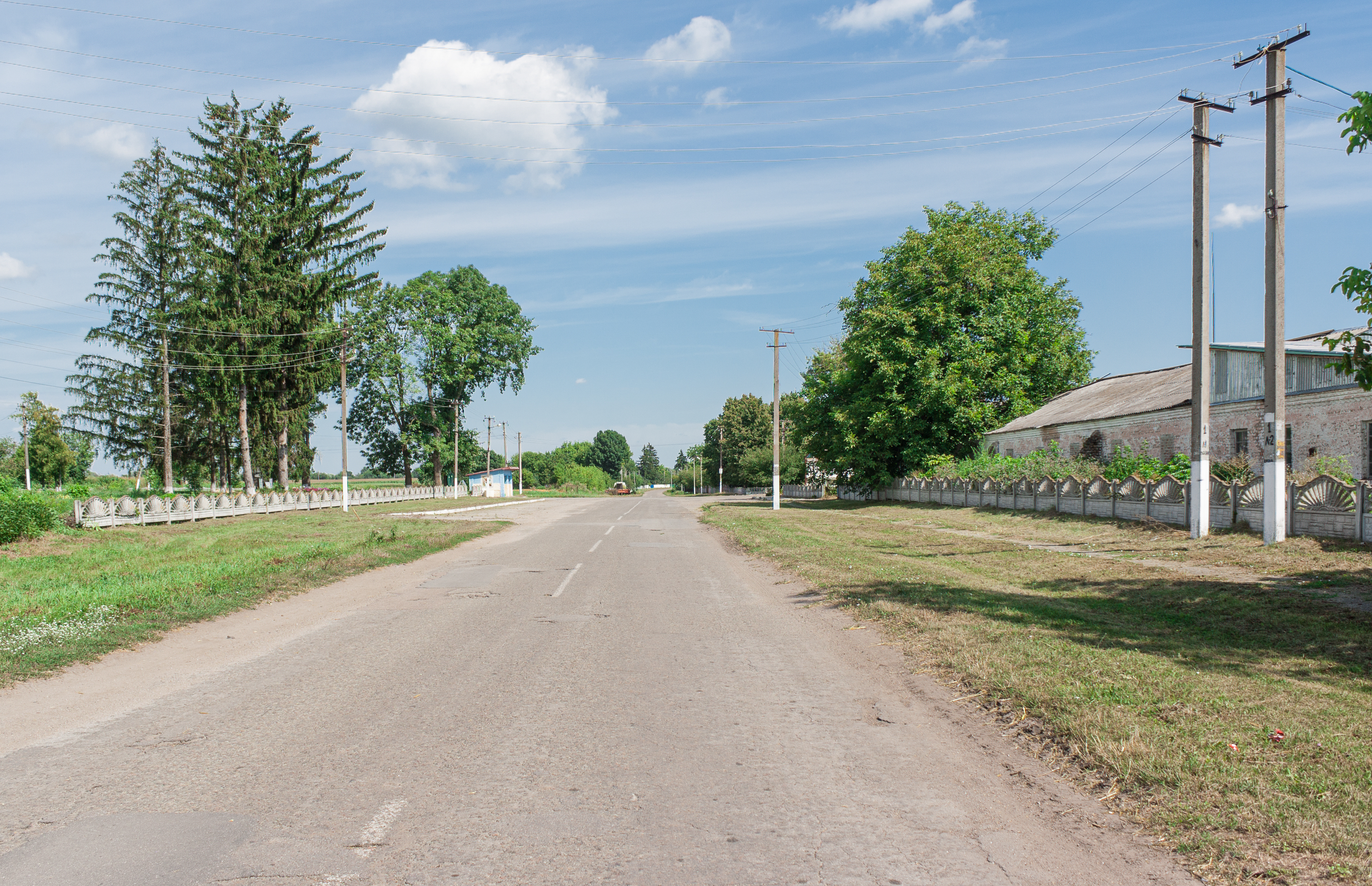
Улица Садовая
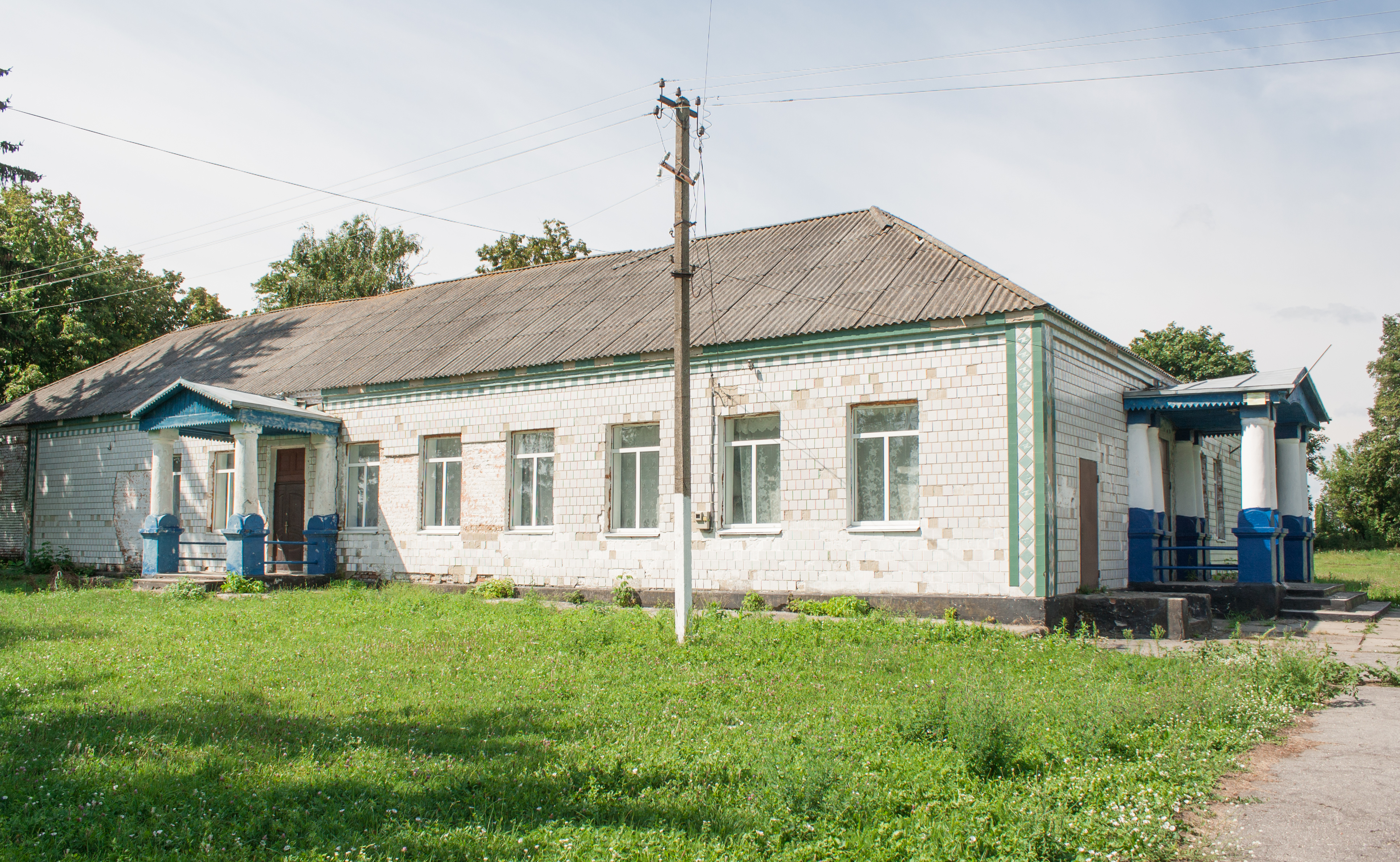
Дом культуры
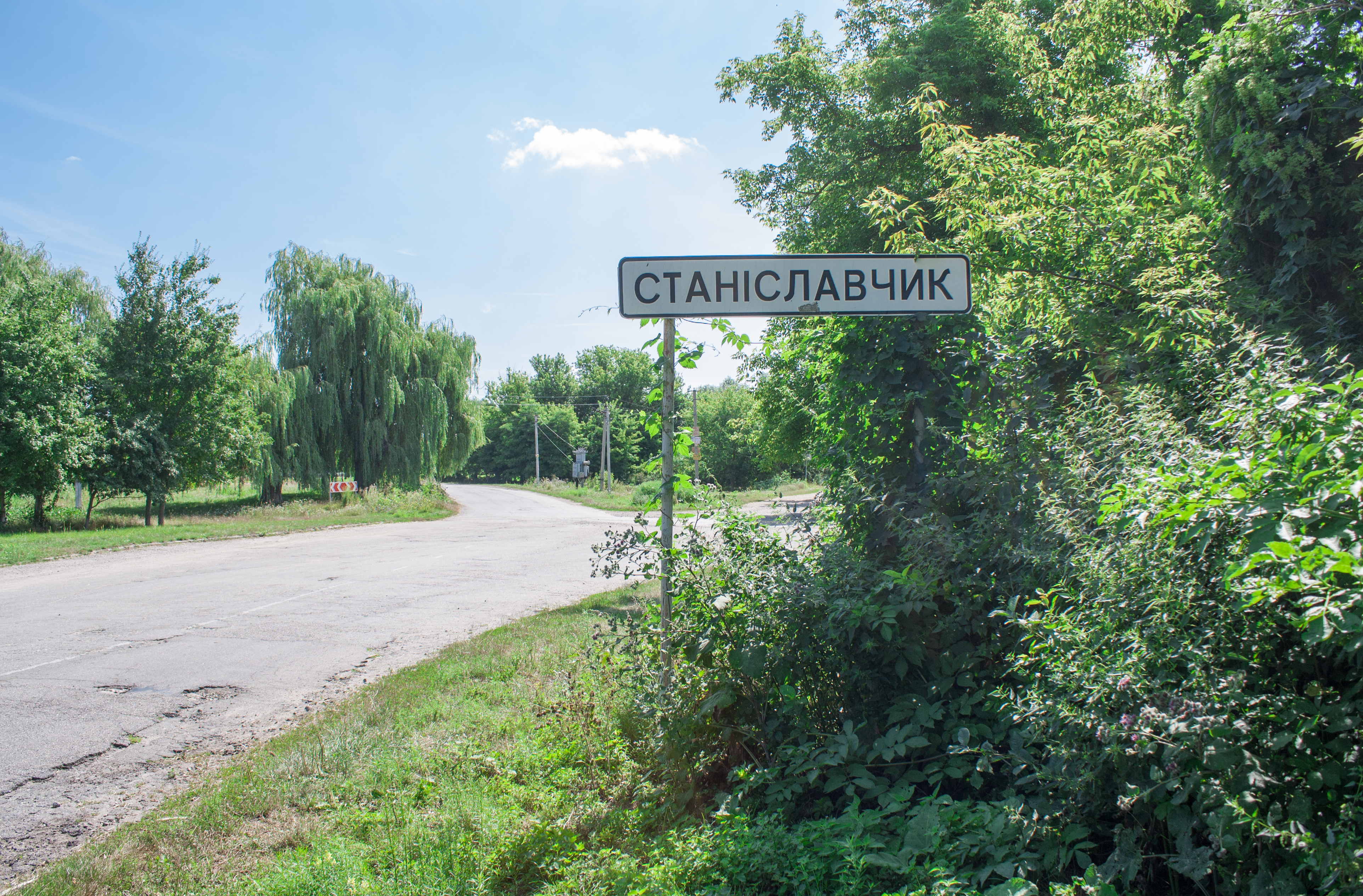
Въезд в село